# Ekushey Padak

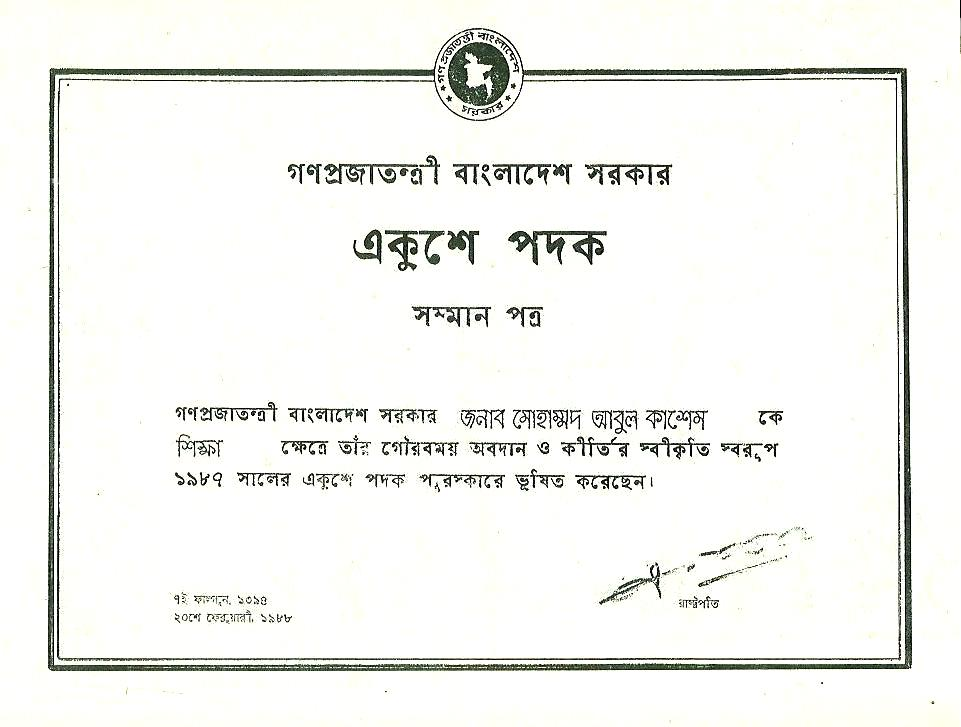
Certificado del Premio Ekushey Padak.

Ekushey Padak (en bengalí: একুশে পদক) es el segundo premio civil más alto en Bangladés, presentado en memoria de los mártires del Movimiento por la Lengua Bengalí de 1952. Se otorga para reconocer contribuciones en una serie de campos, incluyendo cultura, educación y economía. Es administrado por el Ministerio de Asuntos Culturales.
El galardón consiste de una medalla de 18 carat de oro pesando 3 tolas (34,89 g) diseñada por el artista Nitun Kundu, y un certificado de honor. El monto en efectivo fue de ৳ 25.000, pero a partir de febrero de 2015 se aumentó a ৳ 100.000.

## Etimología
El nombre Ekushey es trascendente para el nacionalismo bengalí en referencia al 21 de febrero de 1952, conmemorado como el Día Internacional de la Lengua Materna, cuando estudiantes que hacían campaña por el estatus oficial del idioma bengalí dentro de Pakistán fueron asesinados por la Policía.

## Premiaciones por décadas
- Lista de ganadores del premio Ekushey Padak (1976-79)
- Lista de ganadores del premio Ekushey Padak (1980-89)
- Lista de ganadores del premio Ekushey Padak (1990-99)
- Lista de ganadores del premio Ekushey Padak (2000-09)
- Lista de ganadores del premio Ekushey Padak (2010-2019)